# Кубок Люксембургу з футболу 2001—2002
Кубок Люксембургу з футболу 2001–2002 — 77-й розіграш кубкового футбольного турніру в Люксембурзі. Титул всьоме здобув Авенір (Бегген).

## Календар
| Раунд           | Дата            | Матчі | Клуби     |
| --------------- | --------------- | ----- | --------- |
| Перший раунд    | 2 вересня 2001  | 14    | 116 → 102 |
| Другий раунд    | 30 вересня 2001 | 24    | 102 → 78  |
| Третій раунд    | 29 жовтня 2001  | 26    | 78 → 52   |
| Четвертий раунд | 2 грудня 2001   | 20    | 52 → 32   |
| 1/16 фіналу     | 3 березня 2002  | 16    | 32 → 16   |
| 1/8 фіналу      | 3 квітня 2002   | 8     | 16 → 8    |
| 1/4 фіналу      | 1-8 травня 2002 | 4     | 8 → 4     |
| 1/2 фіналу      | 16 травня 2002  | 2     | 4 → 2     |
| Фінал           | 24 травня 2002  | 1     | 2 → 1     |

## Регламент
Згідно з регламентом у перших чотирьох раундах грають клуби нижчих дивізіонів, клуби Національного футбольного дивізіону Люксембургу стартують з 1/16 фіналу. На всіх стадіях команди грають по одному матчу.

## 1/16 фіналу
| Команда 1                | Рахунок | Команда 2               |
| ------------------------ | ------- | ----------------------- |
| 3 березня 2002           |         |                         |
| Спора (2)                | 2:1 дч  | Женесс (Юнглінстер) (3) |
| КеБра 01 (5)             | 1:3     | АС Діфферданж (2)       |
| Бердорф/Консдорф (3)     | 3:2 дч  | Кер'єнґ (2)             |
| Гамм 37 (2)              | 3:0     | Вікторія Роспорт        |
| Колмарберг (3)           | 1:7     | Ф91 Дюделанж            |
| Фола (3)                 | 0:6     | Гревенмахер             |
| Блу Бойс (Мюхленбах) (3) | 1:3 дч  | Етцелла                 |
| Дарінг (Ехтернах) (2)    | 2:4     | Гобшайд                 |
| Вормельданж (3)          | 4:2     | Спортинг (Мерциг)       |
| Вільц (2)                | +:-     | Женесс (Еш)             |
| Келен (3)                | 1:4     | Уніон (Люксембург)      |
| Женесс (Ширен) (2)       | 2:0     | Рюмеланж                |
| Хозінген (4)             | 1:4     | Авенір (Бегген)         |
| Мондорф-ле-Бен (3)       | 0:6     | Мондеркаж               |
| Петанж (2)               | 2:0     | Свіфт                   |
| Роданж 91 (2)            | 0:1     | Прогрес (Нідеркорн)     |

## 1/8 фіналу
| Команда 1          | Рахунок      | Команда 2            |
| ------------------ | ------------ | -------------------- |
| 3 квітня 2002      |              |                      |
| Спора (2)          | 4:0          | Прогрес (Нідеркорн)  |
| Гамм 37 (2)        | 3:2          | АС Діфферданж (2)    |
| Женесс (Ширен) (2) | 0:2          | Ф91 Дюделанж         |
| Мондеркаж          | 5:0          | Гобшайд              |
| Вільц (2)          | 3:3 пен. 5:3 | Етцелла              |
| Гревенмахер        | 4:2          | Уніон (Люксембург)   |
| Вормельданж (3)    | 1:4          | Авенір (Бегген)      |
| Петанж (2)         | 1:2          | Бердорф/Консдорф (3) |

## 1/4 фіналу
| Команда 1            | Рахунок      | Команда 2    |
| -------------------- | ------------ | ------------ |
| 1 травня 2002        |              |              |
| Бердорф/Консдорф (3) | 0:4          | Ф91 Дюделанж |
| 2 травня 2002        |              |              |
| Авенір (Бегген)      | 2:2 пен. 5:4 | Мондеркаж    |
| Гревенмахер          | 1:2 дч       | Спора (2)    |
| 8 травня 2002        |              |              |
| Вільц (2)            | 1:1 пен. 4:5 | Гамм 37 (2)  |

## 1/2 фіналу
| Команда 1       | Рахунок | Команда 2   |
| --------------- | ------- | ----------- |
| 16 травня 2002  |         |             |
| Авенір (Бегген) | 1:0     | Спора (2)   |
| Ф91 Дюделанж    | 3:0     | Гамм 37 (2) |

## Фінал
| 24 травня 2002 |

| Авенір (Бегген) | 1:0      | Ф91 Дюделанж |
| --------------- | -------- | ------------ |
| Марбах 90+3'    | Протокол |              |

| Жозі Бартель, Люксембург Глядачів: 1 853 Арбітр: Раймонд Вайкер |